# Josua Mettler
Josua Mettler, né le 30 juin 1998, est un skieur alpin suisse s’alignant habituellement dans trois disciplines.
Il est 4e du classement général de la Coupe d'Europe 2022.
Il fait partie du Cadre B de Swiss-Ski pour la saison 2022-2023.

## Biographie
Il grandit à Unterwasser, dans le Toggenburg saint-gallois.

### Saison 2016-2017: première victoire FIS
Il intègre les cadres de Swiss-Ski à partir de cette saison.
Présent 18 fois dans le top30 au niveau FIS, dont 5 top5, il fête sa première victoire en remportant le slalom de Schönried à la fin janvier.

### Saison 2018-2019: dans le top30 en Coupe d'Europe
En février, il prend part à ses premiers championnats du monde juniors à Val di Fassa, prenant la 5e place en descente,, la 13e en Super G puis la 14e du combiné avant d'être éliminé en première manche tant en géant qu'en slalom.

### Saison 2020-2021: première victoire en Coupe d'Europe
À la mi-août, il chute à une vitesse assez élevée lors d'un entraînement de Super-G sur le glacier de Zermatt et sa tête heurte assez violemment la piste. Il doit faire une pause dans sa préparation.
À nouveau présent à 10 reprises dans le top30 en Coupe d'Europe, il signe surtout sa première victoire à ce niveau en remportant en janvier le Super G de Zinal,,.
Il continue également à être fréquemment (8 fois) dans le top5 de courses FIS, dont 6 fois sur le podium, et remporte à nouveau en mars le Super de Stoos.
Lors des championnats de Suisse 2020 qui ont exceptionnellement été repoussés à cause du covid19, il devient champion de Suisse de Super G,, et obtient la troisième place du géant,.
En mars, les championnats de Suisse 2021 lui permettent d'accrocher une nouvelle médaille nationale autour de son cou, le bronze du Super G, en étant notamment plus rapide que Carlo Janka et Marco Odermatt.

### Saison 2021-2022:4edu général de la Coupe d'Europe
20 fois dans le top30, dont 8 fois dans le top10, il réalise une saison pleine en Coupe d'Europe. Il monte deux fois sur le podium en descente, remportant la victoire à Santa Caterina,, en décembre puis prenant le deuxième place à Kvitfjell en février,. En Super G, il est décroche deux fois la 5e place, à Zinal en novembre et à Santa Caterina en décembre.
Convoqué pour la première fois en Coupe du monde en décembre à Val Gardena après sa victoire de Santa Caterina, il déclare qu'il ne s'y attendait pas mais que c'est pour avoir sa chance en Coupe du Monde qu'il s'entraîne tous les jours. Finalement, il n'est pas retenu lors des sélections internes.
Il termine la saison au 4e rang du classement général de la Coupe d'Europe mais aussi 4e en descente et 10e en Super G.

## Palmarès

### Coupe du Monde
- Première course : 4 mars 2022, descente de Kvitfjell, 38e
- Premier top30 : -
- Premier top10 : -
- Meilleur résultat : 38e, descente de Kvitfjell, 4 mars 2022 (dernière mise à jour : avril 2022)
- Total top30 : aucun (dernière mise à jour : avril 2022)

| Saison/Classement | Général | Général | Descente | Descente | Super G | Super G | Géant  | Géant  |
| Saison/Classement | Class.  | Points  | Class.   | Points   | Class.  | Points  | Class. | Points |
| ----------------- | ------- | ------- | -------- | -------- | ------- | ------- | ------ | ------ |
| 2021-2022         | -       | -       | -        | -        | -       | -       | -      | -      |

### Coupe d'Europe
- Premier départ : 27 janvier 2016, descente de Davos, 87e.
- Premier top30 : 12 décembre 2018, Super G de St-Moritz, 29e.
- Premier top10, premier podium et première victoire : 19 janvier 2021, lors du super G de Zinal.
- Vainqueur du classement général en 2023[23].
- Vainqueur du classement de slalom géant en 2023[23].
- Meilleur résultat : victoire.
- Total top-10 : 22 (dernière mise à jour : mars 2024).
- Total podiums : 8 (dernière mise à jour : mars 2024)[24],[25].
- Total victoires: 4 (dernière mise à jour : mars 2024)[24],[25].

| Saison/Classement | Général | Général | Descente | Descente | Super G | Super G | Géant  | Géant  | Combiné | Combiné |
| Saison/Classement | Class.  | Points  | Class.   | Points   | Class.  | Points  | Class. | Points | Class.  | Points  |
| ----------------- | ------- | ------- | -------- | -------- | ------- | ------- | ------ | ------ | ------- | ------- |
| 2018-2019         | 179e    | 12      | -        | -        | 60e     | 5       | -      | -      | 38e     | 7       |
| 2019-2020         | 82e     | 106     | 37e      | 36       | 28e     | 56      | -      | -      | 29e     | 14      |
| 2020-2021         | 36e     | 193     | 27e      | 57       | 11e     | 136     | -      | -      | -       | -       |
| 2021-2022         | 4e      | 535     | 4e       | 268      | 10e     | 143     | 18e    | 124    | -       | -       |
| 2022-2023         | 1er     | 856     | 9e       | 197      | 6e      | 263     | 1er    | 396    | -       | -       |
| 2023-2024         | 43e     | 175     | 24e      | 60       | 30e     | 46      | 28e    | 69     | -       | -       |

### Championnats du monde juniors
| Édition / Épreuve                  | Descente | Super G | Géant | Slalom | Combiné |
| ---------------------------------- | -------- | ------- | ----- | ------ | ------- |
| Mondiaux juniors 2019 Val di Fassa | 5e       | 13e     | DNF1  | DNF1   | 14e     |

### Championnats de Suisse
Champion de Suisse de Super G 2020
 Troisième du géant 2020
 Troisième du Super G 2021